# Herr Jesu Christ, wahr' Mensch und Gott, BWV 127

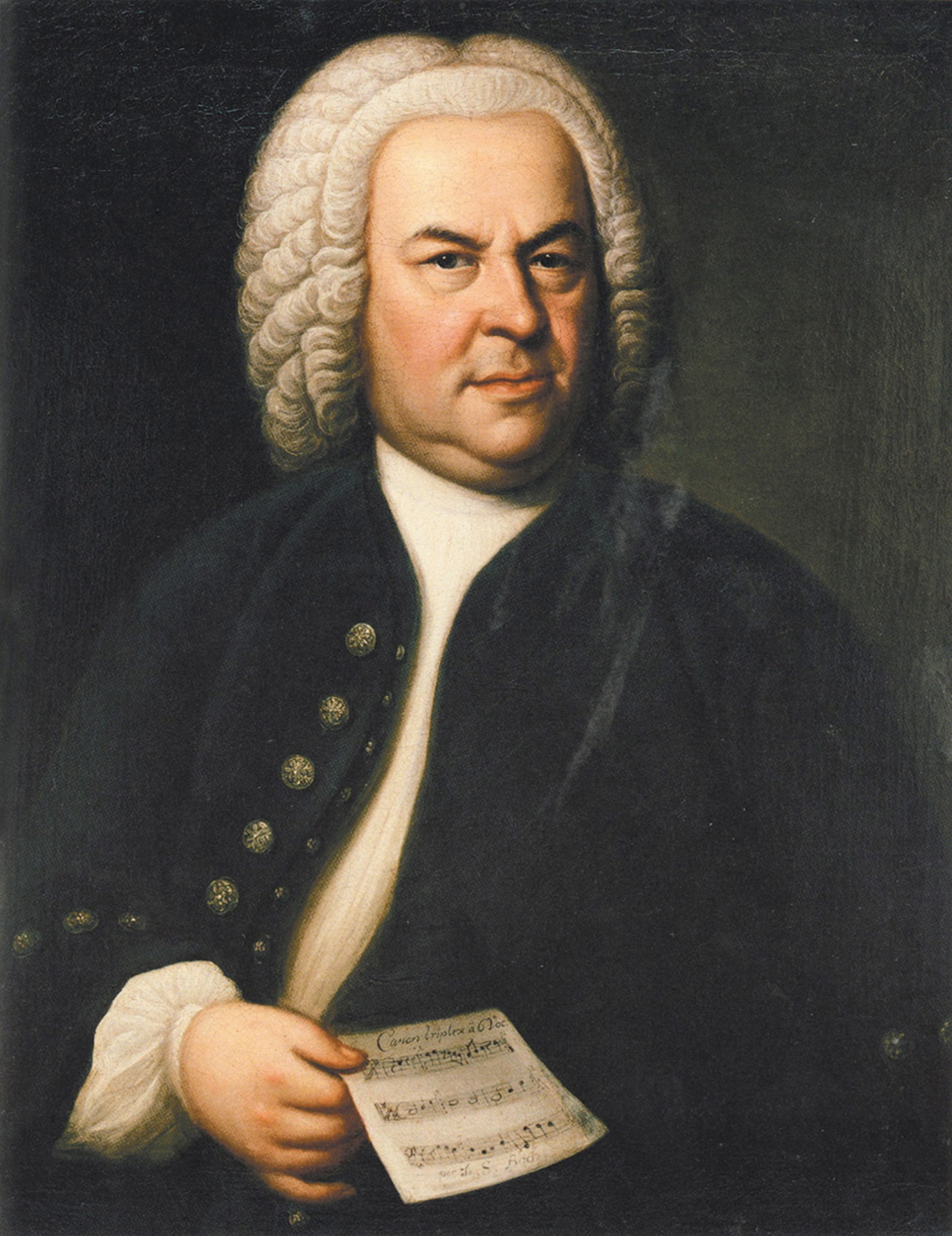
Johann Sebastian Bach, compositor de la cantata.

Herr Jesu Christ, wahr 'Mensch und Gott, BWV  127 (Señor Jesucristo, verdadero hombre y Dios) es una cantata de Johann Sebastian Bach para su uso en un servicio luterano. Compuso la cantata coral en 1725 en Leipzig para el domingo Estomihi, el domingo antes de la Cuaresma. Se basa en el himno de Paul Eber de 1582 en ocho estancias Herr Jesu Christ, wahr Mensch und Gott. Lo interpretó por primera vez el 11 de febrero de 1725.

## Historia y texto

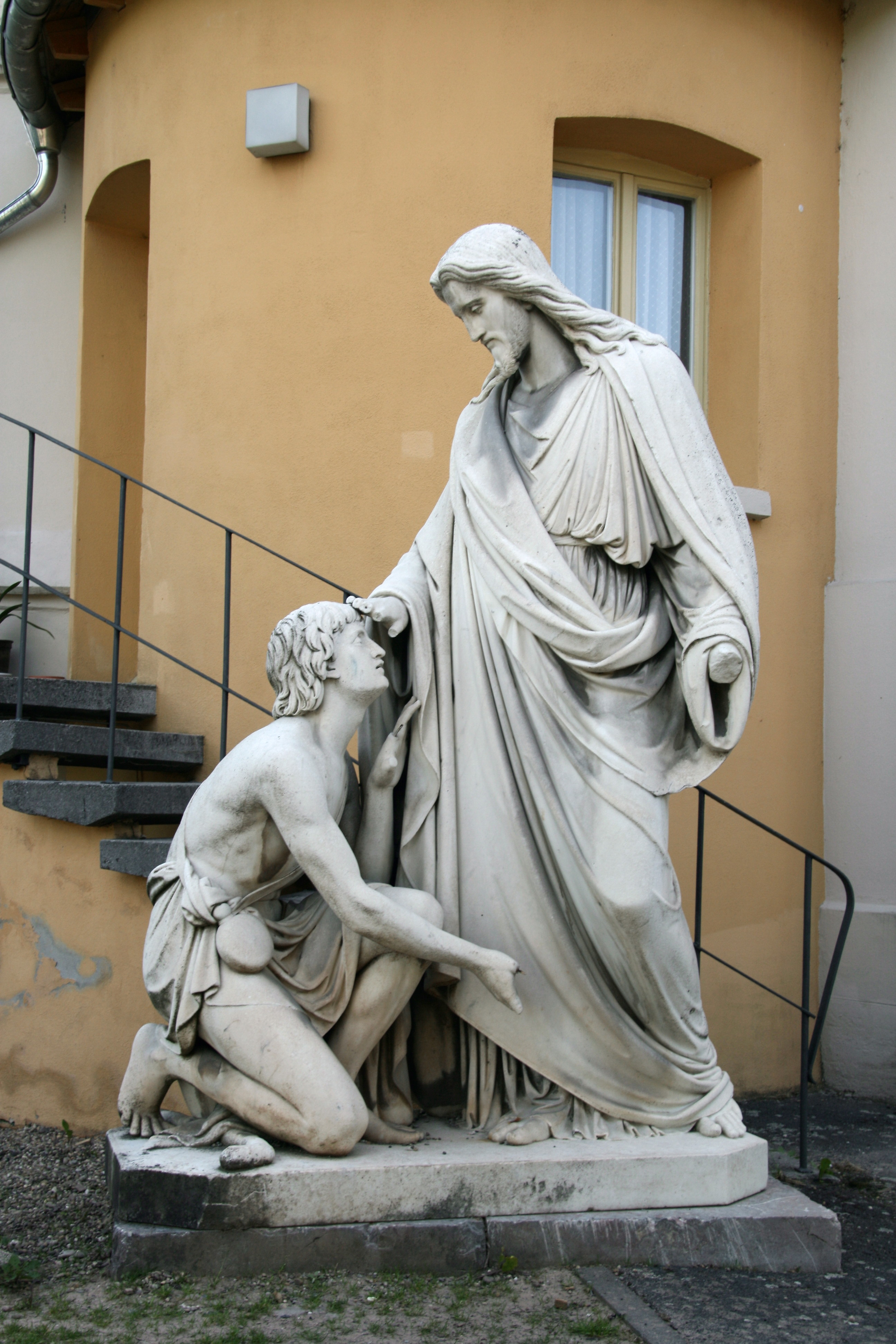
El texto se basa en el pasaje bíblico que narra la curación del ciego Bartimeo por parte de Jesús en Jericó. Estatua de Johann Heinrich Stöver, 1861.

Bach ocupó el cargo de Thomaskantor (director de música eclesiástica) en Leipzig desde 1723. Durante su primer año, comenzando con el primer domingo después de la Trinidad, escribió un ciclo de cantatas para los eventos del año litúrgico. En su segundo año compuso un segundo ciclo anual de cantatas, que planeó que consistiera exclusivamente en cantatas corales, cada una basada en un himno luterano.
Bach compuso la cantata coral Herr Jesu Christ, wahr 'Mensch und Gott para Estomihi (Quinquagésima), el último domingo antes de la Cuaresma, cuando Leipzig observaba el tempus clausum y no se interpretaban cantatas. En 1723, Bach probablemente había interpretado dos cantatas en Leipzig ese domingo, Du wahrer Gott und Davids Sohn, BWV 23, compuesta anteriormente en Köthen, y Jesus nahm zu sich die Zwölfe, BWV 22, ambas piezas de audición para solicitar el puesto de Thomaskantor en Leipzig.
Las lecturas prescritas para ese domingo se tomaron de la Primera epístola a los corintios, «alabanza de amor» (1 Corintios 13:1-13), y del Evangelio de Lucas, curación del ciego cerca de Jericó (Lucas 18:31-43). El Evangelio también anuncia la Pasión. El texto se basa en la canción fúnebre de 1562 «Herr Jesu Christ, wahr Mensch und Gott» en ocho estancias de Paul Eber. El himno sigue el Evangelio, enfatizando la Pasión así como la petición del ciego en la línea final de la primera estancia: «Du wollst mir Sünder gnädig sein» (Ten misericordia de mí, un pecador). La canción además ve el camino de Jesús a Jerusalén como un modelo para el camino del creyente hacia su final en la salvación. Un libretista desconocido mantuvo la primera y la última estancia y parafraseó las estancias interiores en una secuencia de recitativos y arias: las estancias segunda y tercera se transformaron en un recitativo, la cuarta en un aria, la quinta en un recitativo y las estancias sexta y séptima en otro aria.
Bach interpretó la cantata por primera vez el 11 de febrero de 1725. Es la penúltima cantata coral de su segundo ciclo anual y también la única posterior Wie schön leuchtet der Morgenstern, BWV 1, para la fiesta de la Anunciación que se celebraba incluso aunque cayera en el tiempo de Cuaresma.

## Partitura y estructura
La cantata consta de cinco movimientos y tiene una rica partitura para tres solistas vocales (soprano, tenor y bajo), un coro de cuatro partes, trompeta, dos flautas dulces, dos oboes, dos violines, viola y bajo continuo.
1. Coral: Herr Jesu Christ, wahr’ Mensch und Gott
2. Recitativo (tenor): Wenn alles sich zur letzten Zeit entsetzet
3. Aria (soprano): Die Seele ruht in Jesu Händen
4. Recitativo y aria (bass): Wenn einstens die Posaunen schallen – Fürwahr, fürwahr, euch sage ich
5. Coral: Ach, Herr, vergib all unsre Schuld

## Música
La coral de apertura está estructurada por una extensa introducción e interludios. Estas partes tocan en un concertante un motivo derivado de la primera línea del coral, pero también tienen un cantus firmus de la coral «Christe, du Lamm Gottes», el luterano Agnus Dei, tocado por primera vez por las cuerdas, más tarde también por los oboes y flautas dulces. Aparece de manera similar a la coral como el cantus firmus en el coro de apertura de su posterior Pasión según San Mateo, «O Lamm Gottes, unschuldig». Su petición «erbarm dich unser» (ten piedad de nosotros) corresponde a la petición del ciego. Una tercera coral se cita repetidamente en el bajo continuo, «O Haupt voll Blut und Wunden». Christoph Wolff señala que el Viernes Santo de ese año Bach interpretaría la segunda versión de su Pasión según San Juan, reemplazando el movimiento de apertura y cierre de la primera versión por música basada en corales, «O Mensch, bewein dein Sünde groß», que se convertiría en el movimiento final de la primera parte de la Pasión según San Mateo, y nuevamente «Christe, du Lamm Gottes».
Bach eligió una instrumentación poco común para la primera aria, el oboe toca una melodía, con el apoyo de acordes cortos en las flautas dulces, en la sección central las Sterbeglocken (campanas funerarias) están representadas por sonidos de cuerdas pizzicato. El cuarto movimiento ilustra el Día del Juicio. En el texto «Wenn einstens die Posaunen schallen» (Cuando un día suenan las trompetas), entra la trompeta. El movimiento inusual combina un recitativo de acompañamiento con un aria, contrastando la destrucción del cielo y la tierra con la seguridad de los creyentes, esta última expresada en texto y melodía del coral. John Eliot Gardiner lo describe como una «evocación grandiosa, parecida a un cuadro del Juicio Final, repleta de apariciones triples de una sección salvaje de 6
8 cuando todo el infierno se desata en la verdadera forma monteverdiana de [stilo] concitato (excitado)». Lo compara con el «espectacular doble estribillo» de la Pasión según San Mateo, «Sind Blitze, sind Donner en Wolken verschwunden».
La coral de cierre es una configuración de cuatro partes con atención a los detalles del texto, como el movimiento de las voces más graves en «auch unser Glaub stets wacker sei» (también que nuestra fe sea siempre valiente) y armonías coloridas en el línea final «bis wir einschlafen seliglich» (hasta que nos quedamos dormidos contentos).

## Grabaciones
La selección procede del sitio web Bach-Cantatas:
- J. S. Bach: Cantatas BWV 67, 108 & 127, Karl Richter, Münchener Bach-Chor, Bayerisches Staatsorchester, Antonia Fahberg, Peter Pears, Kieth Engen, Teldec 1958
- J. S. Bach: Cantatas BWV 127 & BWV 171, Wolfgang Gönnenwein, Süddeutscher Madrigalchor, South West German Chamber Orchestra, Herrad Wehrung, Georg Jelden, Jakob Stämpfli, Cantate 1961
- Die Bach Kantate Vol. 40, Helmuth Rilling, Gächinger Kantorei, Bach-Collegium Stuttgart, Arleen Augér, Lutz-Michael Harder, Wolfgang Schöne, Hänssler 1980
- J. S. Bach: Das Kantatenwerk · Complete Cantatas · Les Cantates, Folge / Vol. 31, Gustav Leonhardt, Knabenchor Hannover, Collegium Vocale Gent, Leonhardt-Consort, soloist of the Knabenchor Hannover, Kurt Equiluz, Max van Egmond, Teldec 1982
- J. S. Bach: Complete Cantatas Vol. 11, Ton Koopman, Amsterdam Baroque Orchestra & Choir, Sibylla Rubens, Christoph Prégardien, Klaus Mertens, Antoine Marchand 1999
- Bach Cantatas Vol. 21: Cambridge/Walpole St Peter / For Quinquagesima Sunday (Estomihi) / For Annunciation / Palm Sunday / Oculi, John Eliot Gardiner, Monteverdi Choir, Choir of Clare College, Cambridge & Choir of Trinity College, Cambridge, English Baroque Soloists, Ruth Holton, James Oxley, Stephan Loges, Soli Deo Gloria 2000
- Bach Edition Vol. 20 – Cantatas Vol. 11, Pieter Jan Leusink, Holland Boys Choir, Netherlands Bach Collegium, Ruth Holton, Nico van der Meel, Bas Ramselaar, Brilliant Classics 2000
- J. S. Bach: Cantatas Vol. 34 – (Cantatas from Leipzig 1725), Masaaki Suzuki, Bach Collegium Japan, Carolyn Sampson, Gerd Türk, Peter Kooy, BIS 2005
- J. S. Bach: Jesus, deine Passion – Cantates BWV 22, 23, 127 & 159, Philippe Herreweghe, Collegium Vocale Gent, Dorothee Mields, Jan Kobow, Peter Kooy, Harmonia Mundi France 2007